# The Princess & the Marine
The Princess & the Marine è un film per la televisione del 2001 diretto da Mike Robe.

## Trama
Il film è basato su una storia vera. La vicenda racconta di un marine, Jason Johnson (Mark-Paul Gosselaar), che innamorato di una principessa, Meriam (Marisol Nichols), fa di tutto per ricongiungersi con lei. Loro vorrebbero sposarsi, ma i genitori di Meriam non lo acconsentirebbero mai, essendo di religioni differenti. Così, inventano un piano per scappare negli Stati Uniti, ma Meriam, dato che è in uno Stato diverso dal suo, non è più principessa, e dovrà lottare a lungo per poter ottenere il permesso di soggiorno e nuovi documenti e stare con l'uomo che ama.

## Distribuzione internazionale
- USA: 18 febbraio 2001
- Ungheria: 13 dicembre 2005
- Regno Unito: 28 dicembre 2005